# Landeskultur
Landeskultur ist die Kultivierung des (landwirtschaftlichen) Landes und umfasst alle Maßnahmen zur Verbesserung der ländlichen Entwicklung, Bodenerhaltung, Bodenverbesserung (Melioration), Landgewinnung und Flurbereinigung (österreichisch: Zusammenlegung).
Die Landeskultur dient der Erhaltung der Kulturlandschaft, der Verbesserung der landwirtschaftlichen Produktionsmöglichkeiten, der Bewirtschaftung des Bodens, dem Wasserhaushalt zur Bewässerung der landwirtschaftlichen Flächen, der Nutzung der Ressourcen des Bodens, des Wassers und der Luft, der Pflanzen und Tiere und damit der Sicherung der natürlichen Lebensgrundlagen des Menschen.
Landeskultur ist die Planung und das Handeln im Sinne dieser Ziele. Gegenspieler dieser Ziele können die Ziele des Umweltschutzes oder des Artenschutzes sein.
In einer anderen, allgemeineren Bedeutung wird der Begriff Landeskultur, wahrscheinlich in Unkenntnis dieser eigentlichen Bedeutung, auch verwendet als die Gesamtheit der Kultur eines Landes (Staates), als seine nationale Kultur.
Das Thema Landeskultur kann zum Beispiel im Studiengang Kulturtechnik oder Kulturtechnik und Wasserwirtschaft mit dem Ziel Kulturtechniker studiert werden.
In der DDR bezeichnete Landeskultur de facto die staatliche Umweltpolitik. § 1 des Landeskultur-Gesetzes vom 14. Mai 1970 definierte den Begriff „als System der zur sinnvollen Gestaltung der natürlichen Umwelt und zum wirksamen Schutz der Natur mit dem Ziel der Erhaltung, Verbesserung und effektiven Nutzung der natürlichen Lebens- und Produktionsgrundlagen der Gesellschaft - Boden, Wasser, Luft sowie Pflanzen- und Tierwelt in ihrer Gesamtheit -  und zur Verschönerung der sozialistischen Heimat.“ Anhand des Landeskulturbegriffs wird die Umweltschutz-Konzeption der DDR deutlich, die eine Nutzung der Ressourcen ihrem Schutz mindestens gleichberechtigt gegenüberstellt. Diese Formulierung begünstigte in den 1980er-Jahren die Umweltzerstörungen in der DDR.